# Eliseus Williams
Eliseus Williams, conegut també pel pseudònim bàrdic d'Eifion Wyn -blanca enclusa-, (Porthmadog, 2 de maig del 1867 – 13 d'octubre del 1926) va ser un poeta gal·lès en llengua gal·lesa.
Malgrat haver rebut una educació bàsica, feu de mestre a la Porthmadog Board School i a Pentrefoelas. A partir de l'any 1889 va fer de predicador a diverses esglésies, encara que refusà d'ordenar-se ministre. Del 1896, i fins a la seva mort, treballà com a administratiu i comptable de a la North Wales Slate Company de la seva ciutat natal.

## Obres
- Ieuenctid y Dydd. Llyfr o farddoniaeth Caernarfon: Gwmni'r Wasg Genedlaethol Gymreig, 1894
- Y Bugail Porthmadog: W.O. Jones, [c. 1900]
- Telynegion Maes a Môr Caernarfon: Cwmni y Cyhoeddwyr Cymreig, 1906.[1]
- Tlws y Plant Llanwrtyd Wells, 1906. Llibre d'himnes amb lletra de Wyn
- Caniadau'r Allt London: Foyle's Welsh Depot, 1927. Edició pòstuma
- O Drum i Draeth London: Foyle, 1929. Edició pòstuma